# حصار آغ‌بلاغ
حصاراغ بلاغ، روستایی است از توابع بخش مرکزی شهرستان ارومیه استان آذربایجان غربی ایران.
از بزرگان این روستا میتوان به خاندان زرو بگ بهادری ، و خاندان عمرجویی اشاره کرد

## جمعیت
این روستا در دهستان باراندوزچای جنوبی قرار داشته و بر اساس سرشماری سال ۱۳۹۹جمعیّت آن ۳۴۰ نفر (۶۳ خانوار)
بوده‌است.